# Kristoffer Joner
Kristoffer Joner, né à Stavanger (Norvège) le 19 septembre 1972, est un acteur norvégien.

## Filmographie partielle

### Au cinéma
- 2000 : Detektor : Jørgen
- 2001 : Mongoland : Kristoffer
- 2002 : Musikk for bryllup og begravelser : Kelner
- 2002 : Shit Happens : Roger
- 2002 : Himmelfall : Reidar
- 2003 : Villmark : Lasse
- 2003 : Loose Ends : Lars
- 2004 : Samaritan
- 2004 : Den som frykter ulven : Erkki Jorma
- 2004 : Alt for Egil : Egil Hjelmeland
- 2004 : Monstertorsdag : Lege
- 2004 : Min misunnelige frisør : Christian
- 2005 : En sånn mann : Voice Telephone (voix)
- 2005 : Vinterkyss : Kai
- 2005 : Next Door (Naboer) : John
- 2005 : Sirkel : Sirkusdirektørens sønn
- 2006 : Gymnaslærer Pedersen : Gymnaslærer Knut Pedersen
- 2007 : Bo jo cie kochom : Julenisse
- 2008 : L'Homme qui aimait Yngve (Mannen som elsket Yngv) : Frisør Tom
- 2008 : Den siste revejakta : Carl
- 2009 : Rottenetter : Frank Kristiansen
- 2009 : Skjult : Kai Koss
- 2010 : Tomme tønner : Finish
- 2010 : Pax : Peter
- 2010 : Kurt Josef Wagle og legenden om Fjordheksa : Gregor Hykkerud
- 2010 : Ond tro : X
- 2010 : Les Révoltés de l'île du Diable (Kongen av Bastøy) : Bråthen
- 2011 : Tomme tønner 2 - Det brune gullet : Finish
- 2011 : Hjelp, vi er russ : Lensmann Belseth
- 2011 : Bambieffekten : Jonas
- 2011 : Babycall : Helge
- 2012 : Kompani Orheim : Terje Orheim
- 2012 : Call Girl : Sören Laurin-Wall
- 2012 : Uskyld : William
- 2013 : Kyss meg for faen i helvete : Theater instructor
- 2014 : Dead Snow 2 (Død snø 2) : Sidekick Zombie
- 2014 : Doktor Proktors prompepulver : Doktor Proktor
- 2014 : Stress : Johan
- 2015 : Byttedagen (voix)
- 2015 : The Wave (Bølgen) : Kristian Eikjord
- 2015 : The Revenant (Le Revenant) : Murphy
- 2016 : Alt det vakre (All the Beauty) : David 42
- 2016 : Redo : Kim (court métrage)
- 2016 :  Oljeunge  : Thomas (court métrage)
- 2017 :  Hjertestart (Handle with Care) : Kjetil
- 2018 :  Now It's Dark  : Omega#1
- 2018 :  Vann over ild
- 2018 :  Zgodovina ljubezni  : Erik (The Conductor)
- 2018 : Mission impossible : Fallout (Mission: impossible - Fallout) de Christopher McQuarrie : Nils Debruuk
- 2018 : The Quake (Skjelvet) : Kristian Eikjord
- 2018 :  Rosalina   : Vinny (court métrage)
- 2020 :  Kjære pappa  : Fredrik (court métrage)
- 2020 :  Tottori! Sommeren vi var alene
- 2021 : Ulven  : Paddy
- 2021 :  Engel/Demon  : Pappa (court métrage)
- 2022 :  Krigsseileren  : Alfred
- 2023 :  The Coins  : Bjarne (court métrage)
- 2023 : Streif  : Jesper (court métrage)
- 2024 : Family Therapy (de)  : Hunter

à venir
- Don't call me mama  (en cours de production)
- Grevlingene  : Willas (en cours de production)
- Eva  (en post-production)

### À la télévision
- 2020-2022 :  The Machinery (Maskineriet) : Olle (série télévisée, 14 épisodes)
- 2023 :  Evy & Alltid  : Pottemaker (série télévisée, 8 épisodes)
- 2023 :  L'Écume de la guerre  : Alfred (mini série télévisée, 3 épisodes)

### Clip musical
- 2016 :  Oliver Hohlbrugger : Satan, You Can Have Me  : Man

### Réalisation
- 2008 :  Tørt og kjølig  (court métrage)